# まぶだち
『まぶだち』は、長野県を舞台にした日本映画。監督・脚本は古厩智之。主役を演じた沖津和以外の子役は、現地でオーディションで選ばれている。瑞々しく、ほろ苦い青春映画である。WOWOW製作による「J・MOVIE・WARS 5」のうちの1作。

## あらすじ
長野県の中学2年生の悪ガキのサダトモとテツヤと周二は万引きをして、学校に怒られてしまい、生活反省文を書くことに。サダトモの反省文は名文として小林先生に気に入られるのだが、サダトモは反抗して川に捨ててしまう。また反省文が書けなかった周二は、川に身を投げてしまうのだった。

## キャスト
- 神津サダトモ - 沖津和
- 仁村テツヤ - 高橋涼輔
- 野村周二- 中島裕太
- 小林- 清水幹生
- カル - 片野誠也
- ミノル - 菊池隆行
- 神津ヨシユキ - 光石研
- 神津ヨリコ - 矢代朝子
- 矢野ユリ子- 阿久根裕子
- 加トサ - 西澤宗一郎
- 石井っちゃ - 由井加津人
- 周二の父- 松田章
- 技術教師- 木滝和幸

## スタッフ
- 監督・脚本：古厩智之
- プロデューサー：仙頭武則
- 撮影：猪本雅三
- 照明：松隈信一
- 録音：畑幸太郎
- 美術：須坂文昭
- 衣裳：小林身和子
- 編集：掛須秀一
- 音楽：茂野雅道

## 受賞
- ロッテルダム映画祭で、タイガーアワードと国際批評家連盟賞をダブル受賞
- 第16回 高崎映画祭若手監督グランプリ＆最優秀新人男優賞（沖津和）をダブル受賞
- 第52回芸術選奨文部科学大臣新人賞受賞
- 第3回文化庁優秀映画賞受賞作品